# Bolong River
Der Bolong River ist ein kleiner Fluss im Zentrum des australischen Bundesstaates New South Wales. 
Er entspringt an den Hängen des Loadstone Hill auf halbem Wege zwischen den Städten Crookwell und Taralga auf der Great Dividing Range. Von dort fließt er nach Norden zum Abercrombie-River-Nationalpark, an dessen Südgrenze er in den Abercrombie River mündet.